# Capsule (omhulsel)
Een capsule is een omhulsel bij de opening -de mond- en hals van een fles. Het dient meestal om het afsluitmiddel (dop of stop) van de fles te beschermen. Soms dient het als decoratie.
Mogelijke te beschermen of verfraaien afsluitmiddelen kunnen zijn: Kurk, dopkurk of kroonkurk.
Bij bepaalde bieren en limonades wordt hier vaak aluminiumfolie voor gebruikt.

## Capsule wijnflessen

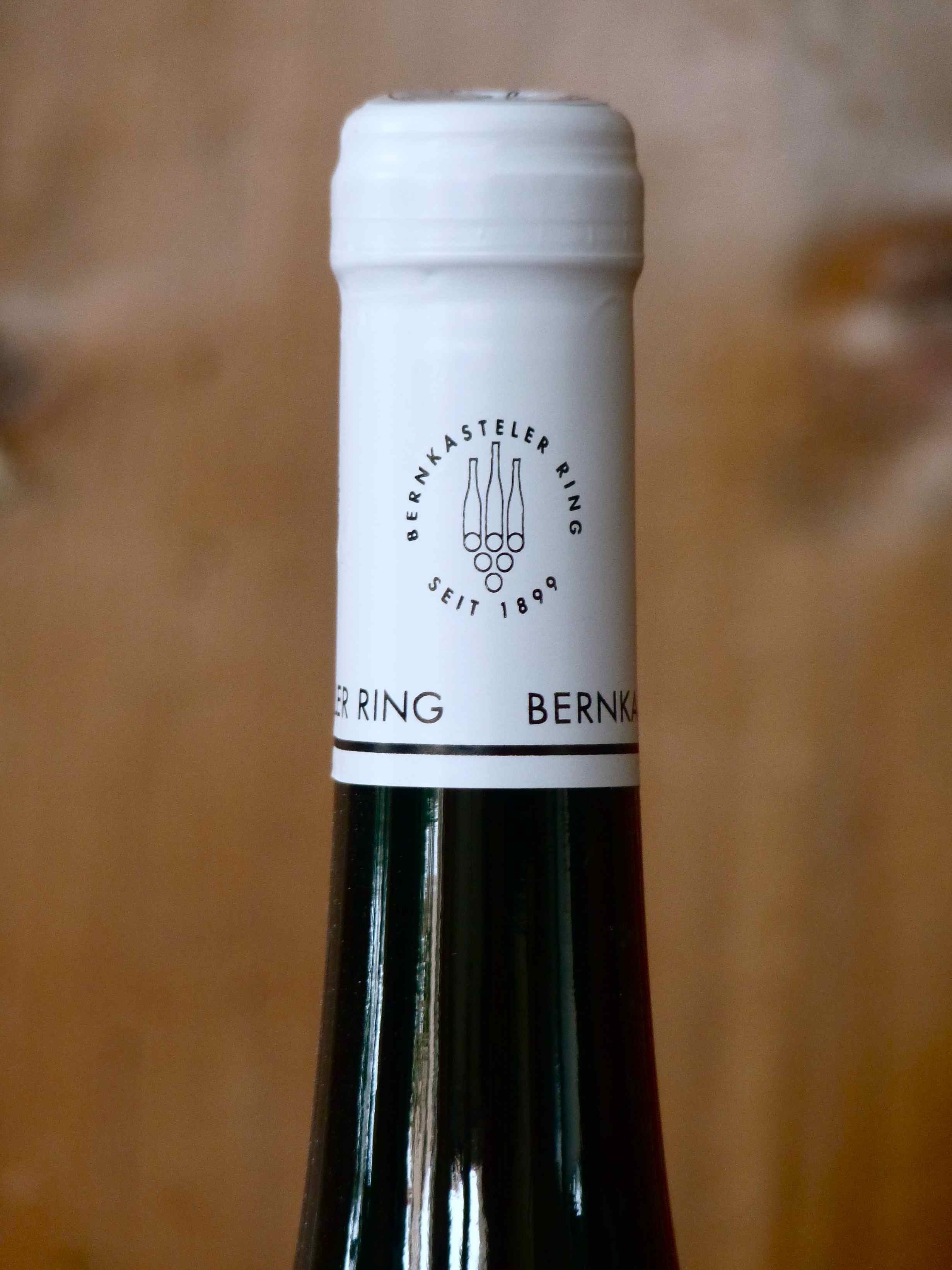
Capsule op een wijnfles

Bij veel wijnflessen is de mond van de fles met een capsule afgedekt. Van oudsher is dit gedaan om de kurk te beschermen tegen vervuiling en insecten (Kurkmijt). Ook wanneer een fles wijn in een droge omgeving bewaard wordt zal de capsule enigszins het uitdrogen van de kurk tegengaan. Een capsule is niet bedoeld voor algehele afsluiting van de fles. Omdat de kurk enige ademende eigenschappen heeft mag dit proces niet verstoord worden. Ten behoeve van die ventilatie worden in de capsule een paar kleine gaatjes gemaakt.
In het verleden waren deze capsules van lood gemaakt. Om gezondheids- en milieu redenen is dit nu verboden. Ook werd, en af en toe wordt, er weleens flessen met een soort zegellak verzegeld. Tegenwoordig zijn zij gemaakt van,
- Aluminium - Een dop van dun aluminium wordt over de flessenmond geschoven. Middels een borstelmachine wordt deze strak om de hals van de fles geveegd.
- Kunststof - Een kunststof dop, met de eigenschap van krimpkous, wordt over de flessenmond geschoven. Na verwarming zal het kunststof strak om de hals van de fles zitten.

Voor het openen van een wijnfles zal de toegang naar de kruk vrijgemaakt moeten worden. Gebruikelijk is om vlak onder de flessenmond met een mesje het bovenste deel van de capsule los te snijden. Dit kan met een sommeliersmes maar ook met een speciaal daarvoor ontworpen  capsule-snijder. Steeds vaker ziet men een speciaal koordje waarmee men de top van de capsule op eenvoudige wijze zonder gereedschap kan verwijderen.

## Capsule (champagneflessen)

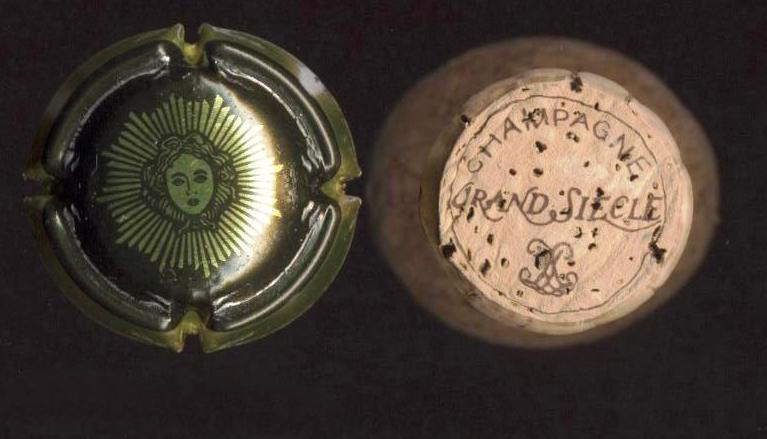
plaque en kurk van een kostbare fles wijn, de "Grand Siécle van Laurent-Perrier

De capsule van champagneflessen wordt ook wel plaque genoemd. De plaque is een klein en rond metalen schildje onder de muselet die de kurk van de champagnefles vasthoudt. De plaque wordt na de dégorgement van de fles samen met de muselet op de fles champagne bevestigd. Op de plaque is het beeldmerk van het champagnehuis of een andere voorstelling aangebracht.

## Capsule problemen
Het komt weleens voor dat een capsule aan de bovenkant bol staat. Vaak zit er dan schimmel onder. Dit hoeft niet op een ernstig probleem te duiden. Het is wel verdacht. Mogelijk is de kurk bij het capsuleren te nat geweest, of is de ruimte waar de fles lag te lageren te vochtig.